# Frostgare
Frostgare ist die Bezeichnung für eine Bodengare bzw. Bodenstruktur, die in feinkörnigen Böden durch Frosteinwirkung entsteht.
Dagegen wird die im Sommer entstehende Bodengare Schattengare genannt.
Die sich bildenden Eiskristalle haben zwei Wirkungen:
1. Sie entwässern den umgebenden Boden. Mit der Entwässerung wächst der Zug auf die Wasserphase, die über Menisken auf die Bodenpartikel weitergegeben wird und so zu Schrumpfungen und damit zu einem Krümel- bzw. einem Segregatgefüge führt.
2. Sie weiten den Raum, in dem sie entstanden sind, durch Frosthebung. Beim Gefrieren vergrößert sich das Volumen des Wassers um 9 % (Anomalie des Wassers), sodass feine, mit Wasser gefüllte Risse und Kapillaren aufgeweitet werden (Frostsprengung) und größere Aggregate schließlich in kleinere Einheiten zerfallen. Die entstehenden Strukturen sind Feinpolyedergefüge, bei stärkerem Zerfall auch Frostsplittergefüge. Die Gefüge sind häufig durch ebene Flächen gekennzeichnet – bei Unterböden feinkörniger Substrate entstehen auch Plattengefüge durch die Bildung flacher Eislamellen.

Die Ausprägung und Stabilität der Frostgare ist abhängig von der Versickerung oder Sublimation des Bodenwassers während der „Gefriertrocknung“ des Bodens. Wenn viel Wasser im Boden verbleibt, sind die Segregate besonders instabil und zerfallen unter dem Eigengewicht des Bodens oder durch Regenschlag sehr schnell. Dies ist bei der Bodenbearbeitung im Frühjahr zu berücksichtigen.
Bei der Bildung der Frostgare finden auch Vermischungsvorgänge innerhalb des Bodens statt, die als Kryoturbation bezeichnet werden. Eislinsen entstehen im gefrorenen Boden durch kapillare Nachlieferung von Grundwasser in die vom Frost beeinflusste Bodenschicht – in Deutschland bis in 120 cm Bodentiefe.